# Бурышкин, Афанасий Васильевич
Афанасий Васильевич Бурышкин (15 [27] января 1853, село Павлиново, Смоленская губерния, Российская империя — 19 апреля [2 мая] 1912, Берлин, Германская империя) — русский купец и предприниматель, благотворитель, потомственный почетный гражданин.

## Биография
Родился 15 января (27 января по новому стилю) 1853 года в селе Павлиново Смоленской губернии, ныне Калужской области, в семье крепостных крестьян, принадлежавших господам Базилевским. Два его брата и сестра умерли в раннем возрасте, вскоре умер и отец. Мать повторно вышла замуж в Павлиново за крестьянина, служившего в помещичьей усадьбе садовником.
Когда Афанасию исполнилось десять лет, двоюродный брат привез его в Москву и отдал в Мещанское училище. Учился прилежно и после окончания училища поступил на службу к Ушаковым, а через год перешел в фирму Красильщиковых, где стал поверенным по торговой части. Проработав здесь более десяти лет, дослужившись до должности главного поверенного и заработав капитал, ушел от Красильщиковых и открыл собственное дело. В 1882 году стал купцом 1-й гильдии. В 1904 году вместе с женой О. Ф. Ширяевой учредили паевое Товарищество торговли мануфактурными товарами «Бурышкин А. В.».
Афанасий Бурышкин занимался и общественной деятельностью: был членом Московской купеческой управы (1879—1901), выборным Московского купеческого сословия (1898) и Московского биржевого общества (1900), являлся гласным Московской городской думы (1905—1912).
Также проявил себя в области благотворительности: в 1889—1892 годах был членом и затем почётным членом Николаевского благотворительного общества при Московском воспитательном доме, с 1890 года был членом и почётным членом Общества для попечения о детях лиц, ссылаемых по судебным приговорам в Сибирь, с 1896 года — попечитель Павлиновского сельскохозяйственного училища, с 1899 года — церковно-приходской школы при московской церкви Илии Обыденного, почётным членом попечительского совета студенческого общежития им. императора Николая II, попечителем московских Мещанских училищ. С 1900 года Афанасий Васильевич — староста церкви священномученика Антипия.
Умер 19 апреля (2 мая по новому стилю) 1912 года в Берлине после неудачной операции. Был похоронен в Москве на Новодевичьем кладбище; надгробие выполнено скульптором К. Ф. Крахтом.
Бурышкин завещал городу свой дом в Москве и капитал в 50 тыс. рублей для создания Музея старой Москвы, а Московскому купеческому обществу — 12 тыс. рублей на учреждение двух стипендий в московских Мещанских училищах.
В Личных архивных фондах Государственных хранилищ СССР имеются документы, относящиеся к А. В. Бурышкину.

### Семья
В 1882 году Афанасий Васильевич женился на дочери харьковского торговца Фёдора Ивановича Ширяева — Ольге, с которой познакомился, приезжая по службе у Красильщиковых на Харьковские ярмарки. У них родились дети: дочери Александра и Надежда, а также сын Павел, который тоже стал предпринимателем и был Министром финансов Российского правительства (1919—1920).
В зимнее время семья уезжала в собственное имение в Поварово, которое находилось в 46 километрах от Москвы, которым заведовала Ольга Федоровна. При имении Афанасий Бурышкин построил школу, приют для престарелых и фельдшерский пункт.